# Liste des guerres de l'Algérie
 (avril 2025).
Améliorez-le ou discutez des points à vérifier. 
Pour un article plus général, voir Histoire de l'Algérie.
Cette liste regroupe les guerres et conflits ayant eu lieu sur l'actuel territoire algérien ou ayant vu la participation de l'Algérie sous ses différentes entités. Voici une légende facilitant la lecture de l'issue des guerres ci-dessous :
- Victoire algérienne
- Défaite algérienne
- Autre résultat (par exemple un traité ou une paix sans un résultat clair, un statu quo ante bellum, un résultat inconnu ou indécis)
- Conflit en cours

## 1516 – 1830:Régence d'Alger

### 1516 – 1688:Beylerbeys-Pashas-Aghas
| Début           | Fin               | Nom du conflit                                               | Belligérants                                                      | Belligérants                                                                                               | Lieu                                | Issue |
| Début           | Fin               | Nom du conflit                                               | Alliés (y compris l'Algérie)                                      | Ennemis | Lieu                                | Issue |
| --------------- | ----------------- | ------------------------------------------------------------ | ----------------------------------------------------------------- | --- | ----------------------------------- | --- |
| 29 mai 1529     | 29 mai 1529       | Prise du Peñon d'Alger (1529)                                | Régence d'Alger                                                   | Empire espagnol                                                                                            | Algérie                             | Victoire de la régence d'Alger, prise du Peñon par les Algériens.                                                                       |
| 29 mai 1537     | 29 mai 1540       | Guerre vénéto-ottomane (1537-1540) (Bataille de Castelnuovo) | Empire ottoman Régence d'Alger Royaume de France                  | Sainte Ligue : États pontificaux République de Gênes République de Venise Monarchie espagnole Hospitaliers | Mer Méditerranée                    | Victoire Ottomane. |
| 20 octobre 1541 | 1er novembre 1541 | Expédition d'Alger (1541)                                    | Régence d'Alger Empire ottoman Royaume de France                  | Saint-Empire Milan Empire espagnol Naples Sicile Gênes Venise Hospitaliers Duché de Savoie Papauté         | Algérie                             | Victoire de la régence d'Alger, Hégémonie algéroise sur la Méditerranée occidentale et Retraite de Charles Quint vers le port de Bougie |
| 1542            | 1544              | Neuvième guerre d'Italie                                     | Royaume de France Empire ottoman Régence d'Alger Royaume d'Écosse | Saint-Empire Monarchie espagnole Royaume d'Angleterre                                                      | Nord de l'Italie, Écosse, Manche    | Trêve de Crépy-en-Laonnois Traité d'Ardres                                                                                              |
| 1551            | 1551              | Campagne de Tlemcen (1551)                                   | Régence d'Alger                                                   | Empire chérifien Empire espagnol                                                                           | El Malah, Algérie                   | Victoire de la régence d'Alger, échec de la politique d'entente hispano-chérifien.                                                      |
| 1568            | 1571              | Révolte des Alpujarras                                       | Insurgés morisques Régence d'Alger                                | Empire espagnol                                                                                            | Royaume de Grenade, Espagne         | Victoire de la monarchie espagnole Édit de 1567 (es)                                                                                    |
| 1620            | 1621              | Guerre des Corsaires                                         | Régence d'Alger                                                   | Empire coloniale anglais Empire espagnol                                                                   | Alger, Régence d'Alger              | Victoire de la régence d'Alger, échec de l'expédition                                                                                   |
| 1628            | 17 mai 1628       | Guerre algéro-tunisienne de 1628                             | Régence d'Alger                                                   | Régence de Tunis                                                                                           | Frontière algéro-tunisienne         | Victoire algérienne. |
| 1663            | 1664              | Première guerre austro-turque (Expédition de Djidjelli)      | Empire ottoman Régence d'Alger                                    | Ligue du Rhin : Archiduché d'Autriche Saint-Empire Royaume de France                                       | Djidjelli (actuelle Jijel), Algérie | Victoire de la Régence d'Alger, abandon de Djidjelli par la France et naufrage de La Lune Paix de Vasvár (1664)                         |
| 1681            | 1688              | Guerre franco-algérienne                                     | Régence d'Alger                                                   | Royaume de France                                                                                          | Algérie                             | Victoire Algérienne |

## Depuis la conquête en 1830 jusqu'à l'indépendance en 1962:Conquête de l'Algérie par la France

### 1832 - 1847:État d'Abdelkader
| Début | Fin  | Nom du conflit                    | Belligérants                 | Belligérants                       | Lieu                                 | Issue                                                 |
| Début | Fin  | Nom du conflit                    | Alliés (y compris l'Algérie) | Ennemis                            | Lieu                                 | Issue                                                 |
| ----- | ---- | --------------------------------- | ---------------------------- | ---------------------------------- | ------------------------------------ | ----------------------------------------------------- |
| 1832  | 1834 | 1re campagne de l'émir Abdelkader | État d'Abdelkader            | Royaume de France                  | Détroit de Kheng-Nettah, près d'Oran | Victoire d'Abdelkader.                                |
| 1835  | 1838 | 2e campagne de l'émir Abdelkader  | État d'Abdelkader            | Royaume de France                  | Algérie, Maroc                       | Traité de la Tafna                                    |
| 1839  | 1847 | 3e campagne de l'émir Abdelkader  | État d'Abdelkader            | Royaume de France Empire chérifien | Algérie, Maroc                       | Victoire française décisive Capitulation d'Abdelkader |

### 1830/1848 – 1962:Algérie française
La conquête française met fin à la régence d'Alger qui sera remplacée en 1848 par des départements français après la reddition de l'émir Abdelkader un an auparavant. Cependant, les révoltes tribales continuèrent jusqu'au début du XXe siècle mais il aura fallu attendre 1954 pour qu'un conflit généralisé éclate.
| Début | Fin  | Nom du conflit     | Belligérants                                                | Belligérants         | Lieu    | Issue |
| Début | Fin  | Nom du conflit     | Alliés (y compris l'Algérie)                                | Ennemis              | Lieu    | Issue |
| ----- | ---- | ------------------ | ----------------------------------------------------------- | -------------------- | ------- | --- |
| 1871  | 1872 | Révolte de Mokrani | Confrérie de la Rahmaniyya Tribus kabyles Paysans algériens | République française | Algérie | Révolte de Cheikh Mokrani face à sa perte d'influence sur les tribus de la région et l'avancée de la colonisation sur ses terres. Chute du Royaume des Beni Abbès |